# 当摩好子
当摩 好子（とうま よしこ、1949年（昭和24年）4月26日 - ）は、日本の政治家、社会福祉士。選挙では当麻 よし子の表記も用いる。
所沢市長（1期）、埼玉県議会議員（3期）、所沢市議会議員（3期）を務めた。

## 略歴
福岡県大牟田市生まれ。慶應義塾大学法学部卒業。
1979年4月、日本社会党公認で所沢市議会議員選挙に出馬し、初当選。以後所沢市議を3期務めた。1991年10月、所沢市長選挙次点落選。1996年、日本社会党から党名を変更した社会民主党を離党し、民主党結党に参加。同年の第41回衆議院議員総選挙には民主党公認で埼玉県第8区から出馬するも、落選。
1999年4月、埼玉県議会議員選挙に民主党公認で出馬し、当選。3回連続当選するも、3期目の任期途中の2007年に辞職。
2007年10月21日執行の所沢市長選挙に16年ぶりに民主党の推薦を受け無所属で出馬。5人の候補者が立ち並ぶ中、当選を果たす。投票率は30.70％。
2011年10月23日執行の所沢市長選挙に再選を目指して出馬。自由民主党推薦の前埼玉県議藤本正人に僅差で敗れ、落選。投票数は、藤本：38,655票、当摩：37,029票、並木正芳：18,967票。投票率は34.68％。 
2016年、日本社会事業大学大学院博士前期課程修了。社会福祉士の資格を取得。
2019年、旭日小綬章受章。